# Ахмат (казахский хан)
Ахмат-хан — казахский хан, правивший в Западном Казахстане и в верхнем течении Сырдарьи в 1533—1535 годах, племянник третьего хана Казахского ханства Касым-хана из рода Торе (Чингизиды). Правил в Сыгнаке, одном из трёх, наряду с Туркестаном и Саураном, центров Казахского ханства во второй половине XV и в XVI веках.
Сам Ахмат правил не долго и погиб во время войны с ногайским беком Сейдаком.

## Правление

### Конфликты с ногайцами
К сожалению, архивные документы второй половины 20-х – первой половины 30-х годов XVI века, в которых должны были содержаться данные о взаимоотношениях Казахского ханства и Ногайской Орды в это время, не сохранились. Документы, которые дошли до наших дней, относятся уже к середине 30-х годов XVI века. В них говорится об противостоянии между ногайцами и казахами в тот период. 

В мае 1535 года русский посол в Ногайской Орде Д. Губин докладывал в Москву
«А пришла весть к Ших Мамай Мырзе от Юргеньского царевича, а сказывают, Государь, что Казаки до полна хотят итти, Нагаи воевать. А сказывают, Государь, что казаки сильны и Кол-маки им передалися, и Ших Мамай и Исуп и иные Мырзы, кои с ними кочюют, стоят в заставе за Яиком на реке Еме, всю зиму берегутся от Казатцкой орды»
Тем самым, можно понять, что в эти годы западная граница Казахского ханства проходила по реке Эмба. Казахским правителям удалось не только остановить продвижение ногайских племен, но и отодвинуть их за реку Эмбу.
Однако этот успех в борьбе казахских ханов с ногайскими мирзами был временным. В последующие годы потомки Едиге расширили свои владения на западе Казахского ханства. Некоторые казахские султаны, возглавлявшие своих подданных, вероятно, перешли на сторону ногайских мирз. 
«Казатцкой царь Хозя Махмет царь спятьюнатцатью сыньми у нас живет, триста тысяч моих казаков»
Такое писал правитель Ногайской Орды Сеид Ахмед-мирза Ивану Васильевичу в мае 1535 года. Несмотря на неудачи, Казахское ханство по-прежнему представляло серьезную угрозу для своих соседей. В докладе от сентября 1536 года Д. Губин сообщал, что казахи считаются очень сильными. Сражались в Ташкенте и царевичи Ташкентские утверждают, что дважды бились с казахи и потерпели поражение. И пришел государь князю Шийдяку посол от Кестеньгорского Султана от Шамархата Бухара. Государь сватался за дочь Царевича у Шийдяка. Посол рассказывал, что вам следует быть в мире с казахами.